# 東漢草足嶋
東漢草 足嶋（やまとのあや の かや の たりしま）は、飛鳥時代の貴族。姓は直。位階は不明。

## 記録
蚊屋（草）氏は、東漢氏の同族で、近江国愛知郡蚊野郷（現在の滋賀県愛知郡愛荘町上蚊野・北蚊野一帯）の地名によるものである。
『書紀』巻第二十六に引用された『伊吉博徳書』によると、斉明天皇7年（661年）に帰国の途についた遣唐副使津守吉祥一行の一員で、一行が耽羅島に漂着し、王子阿波伎（あわぎ）ら9人を連れて、朝廷に献上した、という記事に続けて、
この記述によると、足嶋は韓智興のおともでありながら、一行の悪口を言いふらし、唐の朝廷に悪印象を与えたため、祟りを受けた、ということになる。
しかし、同様の記述は、同じ『伊吉博徳書』の斉明天皇5年の記事に、
とあり、これにより、韓智興は唐の政府によって、三千里の外に流罪になっている。このため、『伊吉博徳書』の記載ミスか、あるいは西漢大麻呂と東漢草直足嶋の二人が讒言をしたのか、足嶋の場合は、大麻呂とは別の話なのか、解釈が分かれるところである。
確実なのは、足嶋が日本への帰途で落雷にあって死んだ、ということのみである。